# Brodie Croyle
John Brodie Croyle (født 6. februar 1983 i Rainbow City, Alabama, USA) er en tidligere amerikansk footballspiller, der spillede i NFL som quarterback. 
Croyle spillede i ligaen 2006 og 2012, og repræsenterede Kansas City Chiefs. 
Inden da havde Croyle en stor karriere i college-football.

## Klubber
- 2006-2010: Kansas City Chiefs